# Ommoy
Ommoy är en kommun i departementet Orne i regionen Normandie i nordvästra Frankrike. Kommunen ligger i kantonen Trun som tillhör arrondissementet Argentan. År 2022 hade Ommoy 109 invånare.

## Befolkningsutveckling
Antalet invånare i kommunen Ommoy
| Referens: INSEE |